# Norwegische Badmintonmeisterschaft 1965
Die Norwegische Badmintonmeisterschaft 1965 fand in Oslo statt. Es war die 21. Austragung der nationalen Meisterschaften von Norwegen im Badminton.

## Titelträger
| Disziplin    | Sieger                           |
| ------------ | -------------------------------- |
| Herreneinzel | Harald Nettli                    |
| Dameneinzel  | Ragnhild Holand                  |
| Herrendoppel | Harald Nettli Hans Sperre        |
| Damendoppel  | Lisser Ytterborg Mette Wildhagen |
| Mixed        | Hans Sperre Ragnhild Holand      |